# Dioclea funalis
Dioclea funalis är en ärtväxtart som beskrevs av Eduard Friedrich Poeppig. Dioclea funalis ingår i släktet Dioclea och familjen ärtväxter. Inga underarter finns listade i Catalogue of Life.